# سمير (مخرج سينمائي)
سمير جمال الدين (ولد في 29 تموز / يوليو 1955 في بغداد) مخرج سويسري، ومنتج ومخرج سينمائي.

## الحياة والعمل
ولد سمير من أم سويسرية وأب عراقي في بغداد. سمير جمال الدين. أنتقلت عائلته في عام 1961 إلى سويسرا، حيث ذهب إلى المدرسة. كان يعمل في جامعة زيوريخ (ZHdK اليوم)، أكمل التدريب المهني كمصمم طباعة (1971-73). من عام 1983، عمل كمخرج مستقل ومصور سينمائي. من عام 1984 إلى عام 1991، كان كاتباً وعضواً في فيديولادين في زيوريخ (فيديو متجر زيوريخ). في عام 1994، تخطى هو والمخرج السينمائي فيرنر شوايزر شركة الإنتاج السينمائي Dschoint Ventschr.
من منتصف الثمانينات، بدأ يصنع أفلامه الخاصة. في التسعينيات عمل من بين آخرين نيابة عن كوندور فيلمز
كمخرج لمسلسلات مثل يوروكوبس وأفلام تلفزيونية لمحطات التلفزيون الألمانية. تضم قائمة أعماله - ككاتب ومخرج و / أو منتج - الآن أكثر من 40 فيلمًا قصيرًا وروائي للسينما والتلفزيون.
في عام 2006 حصل على جائزة أرجاو للثقافة (Aargauer Kulturpreis).
سمير جمال الدين (أو سمير جمال الدين)، أختار أن يظهر تحت أسمه الأول فقط - أقتباس:
...لماذا؟ "Jamal al Din" تعني 'جمال الدين'. أنا لا أعرف كيف سيكون شعورك إذا كنت غير متدين جداً، ودائما ما يقولون، 'مرحبا، اسمي جمال الدين"، يقول [هو] ..."بالنسبة لي سمير مثالي، كما أنه يعني 'الراوي'."  

## أفلامه
كمخرج (مختارات)
- 2021 «بغداد في خيالي» (فيلم درامي، إنتاج، إخراج)
- 2014 «الأوديسة العراقية» (فيلم وثائقي، إنتاج، سيناريو، تصوير سينمائي، تحرير، تصوير)
- 2010، Escher, der Engel und die Fibonacci-Zahlen/إيشر، الملائكة وأرقام فيبوناتشي (وثائقي)
- 2005 بياض الثلج (فيلم روائي طويل، أيضاً سيناريو)
- 2003 ZwischenSprach/ لغة مؤقتة (وثائقي، أيضاً سيناريو)
- 2002 أنسى بغداد: اليهود والعرب - الصلة العراقية (وثائقي، كاتب السيناريو، محرر، كادر)
- 2001 نورمان يلعب الجولف (سيناريو)
- 1998 Projecziuns Tibetanas (وثائقي، كتابة السيناريو، السينما، التحرير)
- 1997 أنجليكا (موعد أعمى)
- 1997 الفتاة الصغيرة أو الفتاة يمكن أن تجد بعض المساعدة (فيلم قصير، سيناريو أيضاً، مشرف إنتاج)
- 1996 Tödliche Schwesternliebe / الأخت القاتلة في الحب
- 1995 Die Drei – Hass; Jetzt oder nie; Todesoperation/ الكراهيين الثلاثة؛ الآن أو أبداً جراحة الموت
- 1994 يوروكوبس
- 1994 المنتج
- 1993 بابل 2 (فيلم وثائقي)
- 1992 (كانت) مجرد وظيفة (كاتب، كاميرا)
- 1991 Immer & Ewig / دائماً وإلى الأبد (فيلم روائي أيضاً إنتاج، سيناريو سينمائي))
- 1988 أصدقاء (فيلم روائي أيضاً كاتب)
- 1986 Morlove – Eine Ode für Heisenberg /مورلوف– قصيدة عن هايزنبرغ (فيلم روائي أيضاً كاتب)
- 1985 Schiefkörper-Video/ تقسيم حلقة فيديو
- 1984 Stummfilm / فيلم صامت (فيلم قصير)

كمنتج/مشارك: فيلم وثائقي «الإرهاب الأبيض» من قبل دانيال شفايتزر (2005), موكومنتري «عين الطائر» من قبل ستيفن بيكنير و مايكل جيم هوبر (2002), أفلام «Nachbeben/ هزة أرتدادية» ستينا ويرنفيلز (2006), «ملكة جمال» أندرياستاكا (2006), «عملية ليبرتاد» نيكولا واديموف (2012) و «الفجر» قبل روميد وايدر.

### استعراض
«الأوديسة العراقية» (2014)
- مراجعة فيلم الأوديسة العراقية' من قبل جاي يسبيرج، متنوعة، 12/01/14
- 'الأوديسة العراقية': مراجعة الفيلم من قبل ديبورا يونغ، هوليوود ريبورتر، 10/8/14

أنسى بغداد (2002)
- أنسى بغداد (2002) – مراجعة الفيلم؛ مولدون في العراق، ويعيشون في إسرائيل، التأمل وقضايا الهوية، ستيفن هولدن، نيويورك تايمز، 12/5/03
- الفيلم: انسى بغداد للمخرج سمير ، أنيا كامينيتز، صوت القرية، 12/2/03
- عملية الملل العراقي، ف. أ. موسيتو، نيويورك بوست، 12/5/03
- فيلم أستكشاف الهوية، لكن الكلمات تعترض طريقك، مايكل أوسوليفان، واشنطن بوست، 4/16/04
- مراجعة: "أنسى بغداد: اليهود والعرب - الصلة العراقية'، ديبورا يونغ، متنوعة، 12/23/03